# Armilustrium
L'Armilustrium era una festa anual que se celebrava a l'antiga Roma en honor del déu Mart, el dia 14 abans de les calendes de novembre, el 19 d'octubre.

## Descripció
Aquest dia les armes dels guerrers es purificaven ritualment i en acabar es treien o es desaven segons si era el començament de la temporada de guerra o si era el final. Tots els membres de l'exèrcit es reunien al turó de l'Aventí, en un lloc anomenat també Armilustrum, i s'adreçaven en processó cap al Circ Màxim, què estava guarnit amb flors. Es feien sonar les trompetes (tubae) perquè el so purifiqués les armes i les armadures. Durant la processó es duien torxes i en finalitzar se sacrificava un animal. Els sacerdots dansaires del deu de la guerra, coneguts amb el nom de salii, feien una exhibició del seu art per invocar la protecció del déu Mart.
L'Armilustrium era una de les principals festes relacionades amb Mart, per això se celebrava de vegades al mes de març (aprox. el dia 19), en llatí Martius, que vol dir «mes dedicat a Mart», en relació al començament de la temporada de guerra, però també se celebrava el 19 d'octubre, a l'acabament de la temporada. Les altres festivitats dedicades a aquest déu eren: l'Equirria, el 24 de febrer, el 14 de març i el 15 d'octubre; l'Agonium Martiale el 17 de març; i el Tubilustrium, la purificació de les trompetes el 23 de maç i el 23 d'octubre.